# Чистяков, Александр Вячеславович
Александр Вячеславович Чистяков (16 февраля 1980, Ярославль) — российский футболист, защитник.
Воспитанник СДЮСШ «Шинник» Ярославль, первый тренер А. Кирюхин. Начал карьеру в команде второго дивизиона «Нефтяник» Ярославль в 1998 году. За четыре сезона провёл 122 игры, забил 16 мячей. В 2003 году играл в первом дивизионе за «Локомотив» Чита. 2003 год начал в калининградской «Балтике», но сыграл только одну игру (забил один мяч) за фарм-клуб «Балтика-Тарко» в первенстве КФК. Вторую половину сезона провёл в клубе второго дивизиона «Биохимик-Мордовия» Саранск. Далее играл в первом (2004—2005, 2007, 2009) и втором (2006, 2008, 2010) дивизионах за «Локомотив»/«Читу» (2004—2006), «Звезду» Иркутск (2007), «Нижний Новгород» (2008—2009), «Звезду» Рязань (2010).
В сезоне 2011/12 был в составе мини-футбольной команды «Медведь» Ярославль. В 2012 году — в составе команды по пляжному футболу «Подводник» Ярославль.
В 2015 году играл в чемпионате Ярославской области за «Авангард». С сезона 2016/17 — участник открытого чемпионата Ярославля по мини-футболу в составе команды «ЯШЗ».
Окончил ЯГПУ имени Ушинского.